# 旧島松駅逓所
座標: 北緯42度55分26.5秒 東経141度32分16秒 / 北緯42.924028度 東経141.53778度

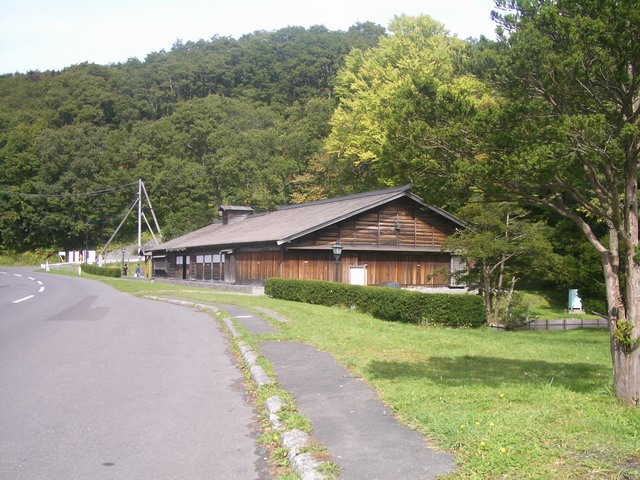
旧島松駅逓所

旧島松駅逓所（きゅう しままつ えきていしょ）は、北海道北広島市島松地区にある駅逓所。国の史跡に指定。寒地稲作発祥の中山久蔵宅。札幌農学校（北海道大学の前身）の初代教頭ウイリアム・スミス・クラークが、帰国の際に「青年よ、大志を抱け（Boys, be ambitious.）」という言葉を残した場所としても知られる。

## 概要
北広島市島松1番地に所在する、1873年（明治6年）に設置された駅逓所で、木造平屋建ての建造物。明治時代初期の北海道開拓時代の貴重な史跡となっている。
札幌と新千歳空港間の北広島市・恵庭市の市境、札幌・函館間で1872年（明治5年）に着工された馬車道、札幌本道の跡でもある国道36号の旧道に面している。
1990年（平成2年）から公開されている建屋は、1881年（明治14年）のものと思われる平面図をもとに建物の一部が復元されたもので、木造平屋、柾葺（まさぶき。薄く割った板で葺いた屋根。杮葺を参照）で、建坪は101坪である。
旧島松駅逓所の正面に向かって右手側には道央以北の地での稲作成功を顕彰した「寒地稲作発祥の碑」とクラーク博士記念碑があり、稲作発祥の碑のうしろに水田址・赤毛種（明治期の稲作で栽培された、稲の品種）見本田がある。また、駅逓所の裏にある丘には明治天皇行在所の碑、稲作成功の功労者・中山久蔵翁の碑などがある。

## 歴史
- 1873年（明治6年）12月：函館 - 札幌間の札幌本道が開通。島松川の右岸（胆振国千歳郡島松村、現在の恵庭市島松沢）に設置[2]。初代駅逓取扱人は勇払場所請負人の山田文右衛門[2]。
- 1875年（明治8年）：山口安五郎[4]が駅逓取扱人となる。
- 1877年（明治10年）：島松村から移った中山久蔵が請人となり、鶴谷新次郎が駅逓取扱人となる。
- 1881年（明治14年）9月2日：北海道巡幸中の明治天皇が昼食の休憩をとるための行在所となる[1]。
- 1884年（明治17年）8月：中山久蔵が駅逓取扱人となる[2]。
- 1897年（明治30年）：廃止。
- 1933年（昭和8年）：明治天皇の島松行在所として国の史跡に指定[5]。ただし、1948年（昭和23年）、他の日本各地の明治天皇「聖蹟」とともに史跡指定は解除された[6]。
- 1946年（昭和21年）：駅逓制度の廃止。
- 1984年（昭和59年）7月25日：「旧島松駅逓所」として国の史跡に指定[7]。同年から7年間をかけて建物の修理復元工事が実施された[8]。

## 庭内
庭内にはクラーク博士記念碑や寒地稲作発祥の地碑がある。
- クラーク博士記念碑

クラークの横顔のレリーフ。1877年（明治10年）4月16日、札幌農学校（北海道大学の前身）の初代教頭ウイリアム・スミス・クラーク（William Smith Clark）が、アメリカへ帰国の際に見送りに来た学生や職員たちと別れた場所。この場所で、「青年よ、大志を抱け（Boys, be ambitious....）」の言葉を残し、馬に乗って旅立ったと言われる。
- 寒地稲作発祥の地碑

寒冷地での稲作の栽培に尽力した中山久蔵の功労を讃えた碑。島松駅逓所は、中山が渡島地方より取り寄せた寒冷地向けの品種「赤毛種」によって寒冷地稲作に成功した場所でもある。

## 祭事
- 久蔵祭 - 毎年9月に開催されるイベント